# Нађирев култура
Нађирев култура је култура раног бронзаног доба названа је по насељу у Мађарској - Нађирев (мађ. Nagyrév), која се развила на подручју средњег Потисја и Дунава, а процват достигла у периоду од 1800. године п. н. е. до 1700. године п. н. е. Настала је под утицајем културе звонастих пехара, на подручју Мако културе. Основа за формирање Нађирев културе је острво Чепел.
Овој култури припада и тел Тосег (мађ. Toszeg), али се само фаза А сврстава у ранобронзано доба, односно Нађирев културу.

## Насеља
Насеља су грађена на обалама река и имају форму тела. Куће правоугаоних основа грађене од плетера и лепа, састоје се од две просторије у којима су били банци и огњишта.
Позната су и сезонска насеља.

## Некрополе и покретни материјал
Некрополе су откривене у близини насеља. Практиковано је спаљивање покојника, а остаци су полагани у урне или непосредно у гробне јаме.
У последњој фази ове културе урне су укопаване у редовима.
Откривена је велика количина керамичких посуда. Керамика је добре фактуре, углачаних површина, тамних боја.
Најчешћи облици који се јављају су:
- једноухи крчази,
- шоље
- зделе
- лонци
- амфоре

Нађирев пехари подсећају на пехаре Вучедолске културе, током раног доба каркактристични су пехари са једном дршком, пехари на нози (Зок варијанта) са урезаном белом инкрустрацијом, лонци са огрубљеним доњим делом .
Примењиван је геометријских орнамент. Посуде су украшаване цик - цак линијама, чешљастим мотивима и пластичним ребрима. Јавља се и антропоморфни мотив као и ромбови са заставичастим додацима на крајевима, који су веза са Ваћа културом (мађ. Vatya), или културом инкрустоване керамике.
Откривен је и накит, као и предмети од кости и рога, коштани дугмићи, алатке за заштиту руке од стреле, стрела од силекса са конкавном базном страном.
Релативно су мало заступљени бакарни предмети.